# Tsukune

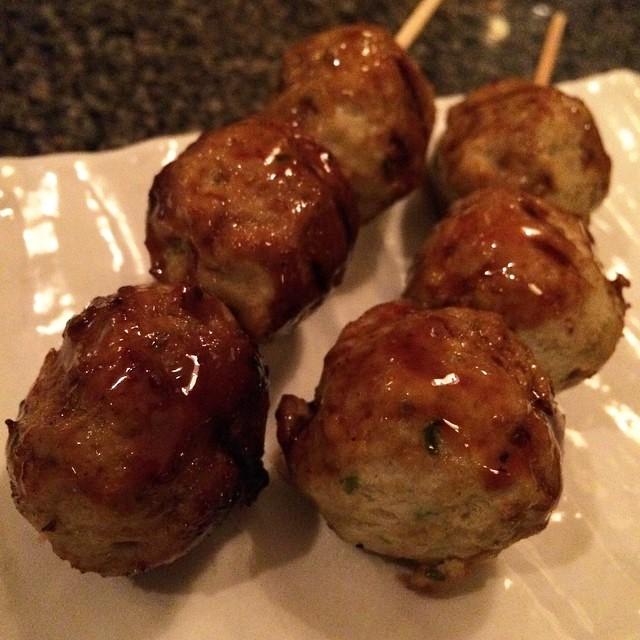
Tsukune

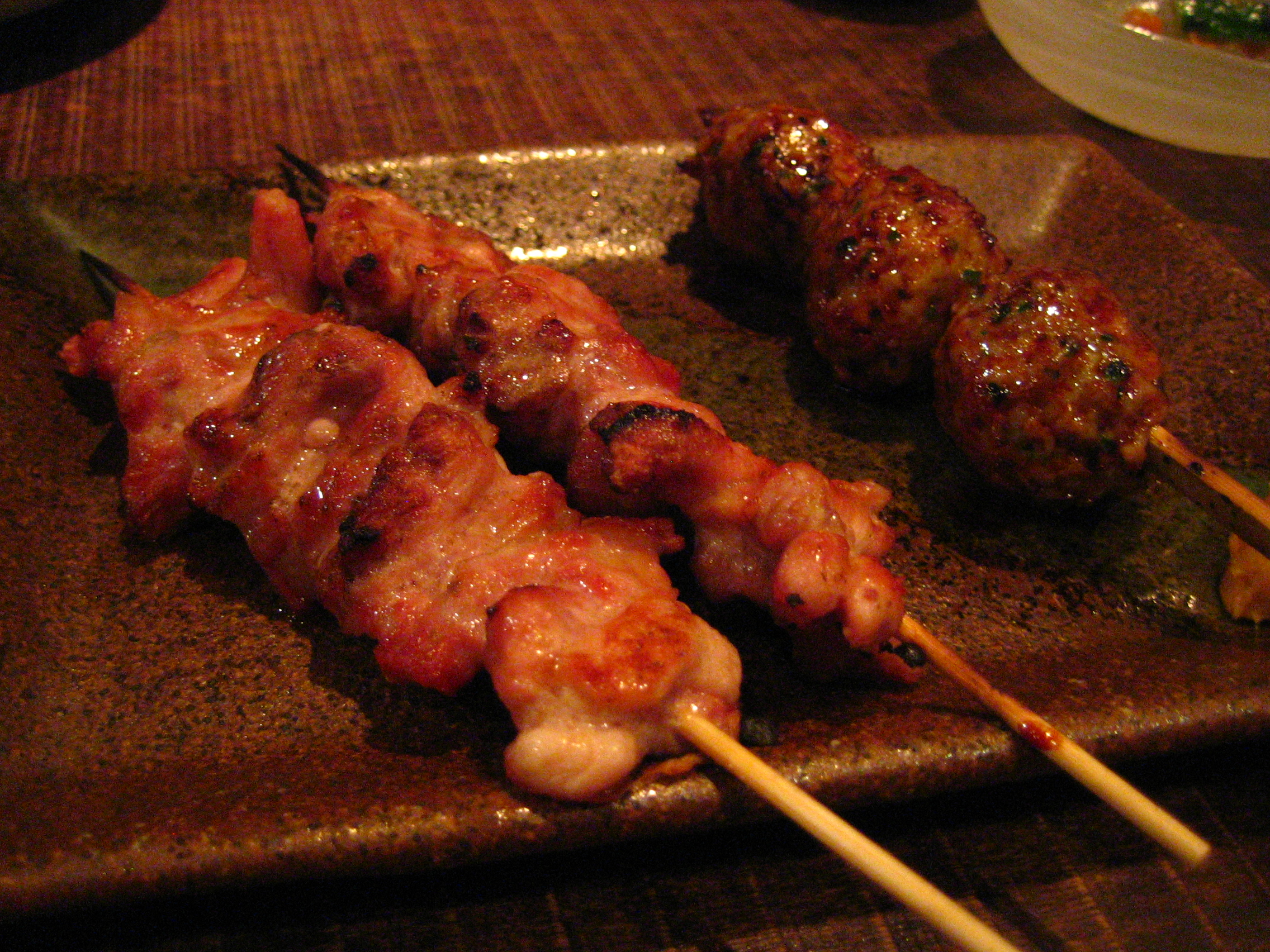
Seseri (trái) và tsukune (phải)

Tsukune (つくね、捏、捏ね) là một món gà viên Nhật Bản thường được nấu theo kiểu yakitori (nhưng cũng có thể được rán hay nướng) và thường được phủ một lớp sốt yakitori tare hay xì dầu, mà thường bị nhầm lẫn với sốt teriyaki.

## Tóm lược
Chất làm đặc được thêm vào nguyên liệu xay như thịt bò, thịt lợn hoặc thịt gà, và đôi khi là cá. Hỗn hợp này sau đó được nhào và nặn thành sủi cảo hoặc xiên que.
Nó cũng đề cập đến một viên thịt cá, được thêm vào súp nóng và được gọi là tsumire-jiru (つみれ汁), hoặc cánh cá cá. Tsukune còn được thưởng thức trong tsukune nabe, một món ăn trên tàu hơi nước của Nhật Bản với các loại địa phương được tìm thấy ở các vùng ở Nhật Bản.
Theo truyền thống, phi lê cá được giã bằng suribachi (すり鉢（すりばち or 擂鉢))  ở Nhật Bản, nhưng máy xay hiện nay thường được sử dụng.

## Sự chuẩn bị
Các chất làm đặc như trứng, khoai mỡ nghiền và vụn bánh mì được thêm vào sau khi thịt được nghiền hoặc băm nhuyễn, cùng với gia vị như gừng xay, muối và nước tương. Hỗn hợp được tạo hình thành bánh bao hoặc que thịt.
Rau vườn thái nhỏ cho vào thịt xay cho vừa ăn. Các loại rau và rau thơm như hành hoa, tía tô, đôi khi có thể cho thêm sụn gà băm nhỏ để tạo độ giòn dai.
Thông thường, tsukune được tìm thấy trong oden (おでん or 田楽(でんがく)), một món hầm của Nhật Bản bao gồm một số thành phần trong nước dashi (出汁（だし）).

## Loại
- Luộc: Nabe (鍋物?), một món ăn được nấu tại bàn
- Quay: Yakimono (焼き物?), các món nướng hoặc nướng than, bao gồm cả thịt viên nướng
- Chiên: Agemono (揚げ物?)  hoặc chiên giòn
- Tsuyumono (汁物（つゆもの） hay 団子汁（だんごじる）?) hầm: Tsuyumono (汁物（つゆもの） hay 団子汁（だんごじる）?), hầm với rau và thảo mộc